# Paul-Eugene Roy
Paul-Eugène Roy (ur. 8 listopada 1859 w Berthier, zm. 20 lutego 1926 w Quebec) – kanadyjski duchowny katolicki, arcybiskup Quebecu i prymas Kanady. 
Był siódmym z dwudziestu dzieci Beniamina i Desanges z d. Gosselin. Rodzina utrzymywała się z uprawy roli. Rodzina była bardzo pobożna, dlatego szóstka dzieci postanowiła poświęcić się Bogu. Oprócz Paula duchownymi zostało jego czterech braci: Phileas, Camille (rektor Uniwersytetu Laval), Arsene (dominikanin) i Alexander. Jedna z sióstr wstąpiła do zakonu. W 1881 ukończył klasyczne seminarium w Quebec, po czym został skierowany do Europy, gdzie studiował m.in. na Sorbonie. Gdy uzyskał licencjat powrócił do Quebec. Tam nauczał retoryki w Petit Seminaire. Już wtedy był znany z krasomówstwa, niezwykle bogatego słownictwa i umiejętności w zakresie komunikacji. Święcenia kapłańskie otrzymał 13 czerwca 1886. W 1888 został prefektem studiów w seminarium, gdzie wykładał już od kilku lat. Jego kariera akademicka została zablokowana w 1889. Niewłaściwa wypowiedź sprawiła, że władze seminarium zażądały jego rezygnacji, a gdy się nie zgodził się na przyjęcie warunków rady seminaryjnej, opuścił kraj i osiadł w USA. Zaangażował się duszpastersko w diecezji Hartford, gdzie pracował wśród imigrantów kanadyjskich. Do Quebec powrócił po dziewięciu latach. Był m.in. kapelanem pracowników obuwniczych, po ich strajku w 1901. Następnie na polecenie arcybiskupa Quebecu zorganizował nową parafę w okręgu Saint-Roch. Z kolejnymi latami stawał się coraz bliższym współpracownikiem kard. Begina, głównie ze względu na wierną służbę i oratorskie zdolności. Zaangażował się też w ruch społeczny i od 1907 był dyrektorem Action Sociale Catholique. Stał się bardzo ważną i popularną osobistością Quebec.
8 kwietnia 1908 został mianowany biskupem pomocniczym Quebec ze stolicą tytularną Eleutheropolis. Sakrę otrzymał 10 maja z rąk kard. Begina. Mimo nowej funkcji jego zaangażowanie nie ustało. Włożył wiele wysiłku w powstawanie i rozwój katolickiej prasy. Był wielkim czcicielem Najświętszego Sakramentu i odegrał jedną z głównych ról podczas Kongresu Eucharystycznego w Montrealu. Za swoje zasługi, 26 czerwca 1914 otrzymuje tytuł arcybiskupa tytularnego Seleucji. W dalszym ciągu nie zwolnił tempa i zaangażował się w ruch umiarkowania i trzeźwości, co zresztą wspierał od początków kapłaństwa.
1 czerwca 1920 został koadiutorem kard. Begina z prawem następstwa po nim. W tym czasie przyczynił się do powstania szpitala Najświętszego Sakramentu. Dnia 17 kwietnia 1923 zachorował poważnie na raka jelit. Jego energiczna kariera została przerwana, ponieważ od tego momentu nie opuścił już szpitalnego łóżka, choć nawet z tego miejsca spełniał swoje obowiązki.
Kardynał Begin zmarł 18 lipca 1925 co oznaczało, że Roy był odtąd arcybiskupem Quebecu i prymasem Kanady. Objął tę funkcję pomimo stanu zdrowia. Do pomocy miał sufragana, który był jednocześnie administratorem. 10 stycznia 1926 na prywatnej uroczystości przy szpitalnym łóżku otrzymał paliusz od Piusa XI. Wręczył go administrator Joseph-Alfred Langlois. Zmarł miesiąc później, przedwcześnie, z wieloma pomysłami i przedsięwzięciami, które zatrzymała śmiertelna choroba. Został pochowany w katedrze w Quebec.